# جوزيف بيتروس هندريك كرو
جوزيف بيتروس هندريك كرو (بالإنجليزية: Joseph Petrus Hendrik Crowe)‏ هو ضابط جنوب أفريقي، ولد في 12 يناير 1826 في يوتينهاغ في جنوب أفريقيا، وتوفي في 12 أبريل 1876 في لندن في المملكة المتحدة.